# Canadian Hockey Association (1909–1910)
Canadian Hockey Association, CHA, var en kortlivad professionell ishockeyliga i Kanada aktivt verksam under drygt två veckor, från 30 december 1909 till 15 januari 1910. Ligan var sprungen ur ECHA och utgjordes av de fem lagen Ottawa Hockey Club, Quebec Bulldogs, Montreal Shamrocks, All-Montreal HC och Montreal Le National. Ligan upplöstes då Ottawa HC och Montreal Shamrocks hoppade av till den nybildade ligan National Hockey Association säsongen 1910. 
CHA höll Stanley Cup under ligans hela verksamhetsperiod genom de regerande mästarna Ottawa HC som besegrade utmanarlaget Galt Professionals från Ontario Professional Hockey League i ett dubbelmöte med målskillnaden 15-4 den 5 och 7 januari 1910.

## Tabell

All-Montreal HC:s logotyp.

M = Matcher, V = Vinster, F = Förluster, O = Oavgjorda, GM = Gjorda mål, IM = Insläppta mål
| Lag                  | M | V | F | O | GM | IM |
| -------------------- | - | - | - | - | -- | -- |
| Ottawa Hockey Club   | 3 | 3 | 0 | 0 | 44 | 12 |
| Quebec Bulldogs      | 3 | 2 | 1 | 0 | 20 | 22 |
| All-Montreal HC      | 4 | 2 | 2 | 0 | 20 | 24 |
| Montreal Shamrocks   | 4 | 2 | 2 | 0 | 32 | 33 |
| Montreal Le National | 4 | 0 | 4 | 0 | 25 | 50 |

## Matchresultat
| Månad | Dag | Bortalag     | Mål | Hemmalag     | Mål |
| ----- | --- | ------------ | --- | ------------ | --- |
| Dec.  | 30  | All-Montreal | 7   | Le National  | 2   |
| Jan.  | 1   | Quebec       | 7   | Shamrocks    | 6   |
| Jan.  | 4   | Shamrocks    | 6   | All-Montreal | 3   |
| Jan.  | 8   | All-Montreal | 5   | Quebec       | 1   |
| Jan.  | 8   | Ottawa       | 14  | Le National  | 4   |
| Jan.  | 11  | Le National  | 8   | Shamrocks    | 17  |
| Jan.  | 13  | Ottawa       | 15  | All-Montreal | 5   |
| Jan.  | 15  | Le National  | 11  | Quebec       | 12  |
| Jan.  | 15† | Shamrocks    | 3   | Ottawa       | 15  |

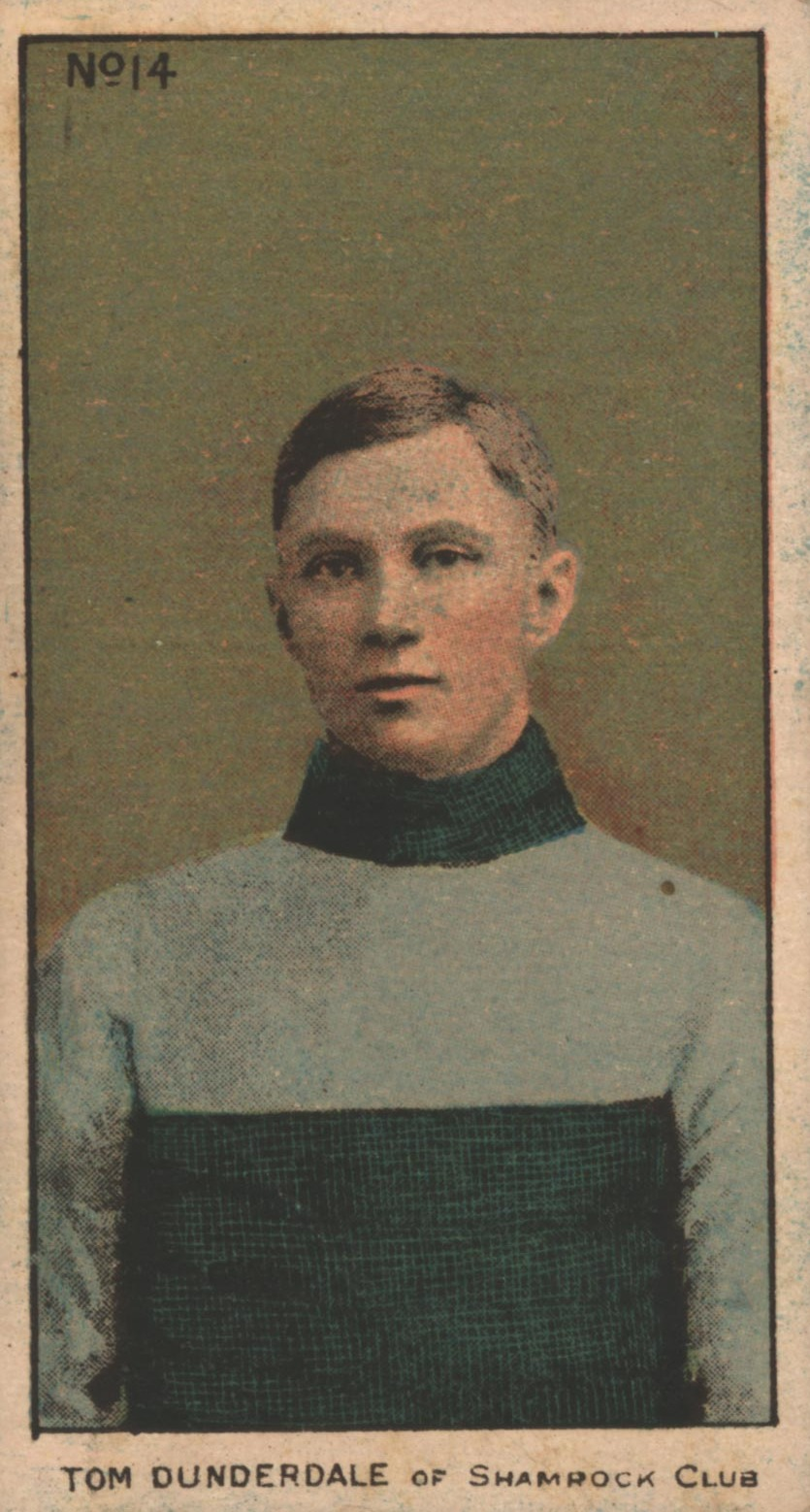
Montreal Shamrocks center Tommy Dunderdale hann göra sju mål på tre matcher i CHA innan klubben hoppade av till NHA.

† Denna match, en schemalagd CHA-match, räknades in i NHA:s seriespel.

## Spelare
Bland de spelare som representerade klubbar i CHA fanns berömdheter som Art Ross, Paddy Moran, Joe Hall, Tommy Dunderdale, Percy LeSueur, Bruce Stuart, Marty Walsh, Joe Malone och Gordon Roberts, som alla är invalda i Hockey Hall of Fame.

## Utmaningsmatcher om Stanley Cup

### Ottawa HC – Galt Professionals
De regerande Stanley Cup-mästarna Ottawa HC utmanades om pokalen av Galt Professionals, mästarlaget från OPHL, och vann dubbelmötet med siffrorna 12–3 och 3–1. Marty Walsh ledde Ottawa framåt med sina sex gjorda mål. Bröderna Ken och Jim Mallen spelade mot varandra i matchserien för Ottawa HC respektive Galt.
| Datum                                                |                    | Mål  |                    | Plats             |
| ---------------------------------------------------- | ------------------ | ---- | ------------------ | ----------------- |
| 5 januari                                            | Ottawa Hockey Club | 12–3 | Galt Professionals | The Arena, Ottawa |
| 7 januari                                            | Ottawa Hockey Club | 3–1  | Galt Professionals | The Arena, Ottawa |
| Ottawa HC Stanley Cup-mästare med målskillnaden 15-4 |                    |      |                    |                   |

| Galt                   | 3 |    | Ottawa        | 12 |  |
| ---------------------- | - | -- | ------------- | -- |  |
| Hughie Lehman          |   | M  | Percy LeSueur |    |  |
| Pete Charlton          |   | B  | Fred Lake     | 1  |  |
| Ras Murphy             |   | B  | Ken Mallen    |    |  |
| Charles Manson         | 1 | R  | Bruce Stuart  | 2  |  |
| Jim Mallen             | 1 | C  | Marty Walsh   | 6  |  |
| Art Dusome             |   | VF | Hamby Shore   | 2  |  |
| Fred Doherty           | 1 | HF | Bruce Ridpath | 1  |  |
| Domare - Russell Bowie |   |    |               |    |  |

| Galt                                      | 1 |    | Ottawa        | 3 |  |
| ----------------------------------------- | - | -- | ------------- | - |  |
| Hughie Lehman                             |   | M  | Percy LeSueur |   |  |
| Pete Charlton                             | 1 | B  | Fred Lake     | 1 |  |
| Ras Murphy                                |   | B  | Hamby Shore   |   |  |
| Goldie Cochrane                           |   | R  | Bruce Stuart  | 1 |  |
| Jim Mallen                                |   | C  | Marty Walsh   |   |  |
| Art Dusome                                |   | VF | Albert Kerr   |   |  |
| Fred Doherty                              |   | HF | Bruce Ridpath | 1 |  |
| Domare - Lester Patrick & Charles Spittal |   |    |               |   |  |